# Live in Australia: No Sleep ’till Bedtime
Live in Australia: No Sleep ’till Bedtime – album koncertowy kanadyjskiego zespołu muzycznego Strapping Young Lad. Wydawnictwo ukazało się 2 czerwca 1998 roku nakładem wytwórni muzycznej Century Media Records. Nagrania zostały zarejestrowane 12 i 13 października 1997 roku w HI-FI Club w Melbourne w Australii. Produkcja materiału odbyła się w Red Stripe Recording Studios.
Według raportu Nielsen SoundScan do kwietnia 2002 roku płyta znalazła niewiele ponad 4 tys. nabywców w Stanach Zjednoczonych.

## Lista utworów
Opracowano na podstawie materiału źródłowego.
1. "Velvet Kevorkian" - 02:42
2. "All Hail the New Flesh" - 05:25
3. "Home Nucleonics" - 02:24
4. "Oh My Fucking God" - 03:40
5. "S.Y.L." - 04:53
6. "In the Rainy Season" - 05:29
7. "Far Beyond Metal" - 04:47
8. "Japan" (studio track) – 05:18
9. "Centipede" (studio track) – 07:57

## Twórcy
Opracowano na podstawie materiału źródłowego.
| Zespół Strapping Young Lad w składzie - Devin Townsend – gitara, wokal prowadzący, miksowanie, inżynieria dźwięku, produkcja muzyczna - Jed Simon – gitara - Byron Stroud – gitara basowa - Gene Hoglan – perkusja, instrumenty perkusyjne Dodatkowi muzycy - John Paul Morgan – instrumenty klawiszowe |  | Produkcja - Ken Fuckin' Turta – realizacja nagrań - Clint Nielsen – oprawa graficzna - Matteo Caratozzolo – mastering - Masa Noda – zdjęcia |